# United States Exploring Expedition
De United States Exploring Expedition was een Amerikaanse ontdekkings- en onderzoeksexpeditie in de Stille Oceaan en de omliggende landen van 1838 tot 1842. De expeditie wordt ook wel de "U.S. Ex. Ex." of de "Wilkes Expedition" genoemd, naar Luitenant Charles Wilkes. De expeditie werd oorspronkelijk geleid door Commodore Thomas ap Catesby Jones.
De expeditie was van groot belang voor de wetenschap in de Verenigde Staten, vooral voor de oceanografie. Tijdens de expeditie waren gewapende conflicten tussen lokale eilandbewoners en de ontdekkingsreizigers niet ongewoon. Er vielen dan ook regelmatig doden aan beide kanten.